# Пиренейская горная собака
Пирене́йская го́рная соба́ка (фр. Chien de montagne des Pyrénées) — французская порода скотогонных и охранных собак. Сформировалась в районе горной Франции, относится к аборигенным породам собак.
Другое название породы — большой пиреней.
На данный момент порода признана в следующих кинологических федерациях: FCI, AKC, UKC, KCGB, CKC, ANKC, NKC, NZKC, APRI, ACR, DRA, NAPR, CKC.

## История породы
Пиренейские горные собаки являются одной из самых старых европейских пород собак. Они ведут своё происхождение от длинношёрстных собак молосского типа, попавших в Европу в двухсотых годах до нашей эры с кочевыми пастухами из ближнеазиатского региона. Эти собаки состоят в родстве с такими породами, как мареммо-абруцкая овчарка, венгерский кувас, подгалянская овчарка, акбаш, анатолийская овчарка.
Первоначально эти собаки использовались пастухами и фермерами как сторожевые собаки для охраны как стад, так и жилой территории. Исторически эта порода собак содержалась исключительно крестьянами. И только в 1675 году получила признание и любовь французской знати, после того, как дофин короля Луи XIV, любивший этих собак, в одном из своих писем назвал пиренейских горных собак «королевской собакой Франции». После этого большие пиренеи стали использоваться в качестве охранных собак в поместьях французской знати, а также в качестве охранных собак при охотничьих выездах и для сопровождения экипажей дворян во время путешествий.
Из-за своей популярности у знати во время Великой французской революции поголовье этих собак было значительно истреблено. Уцелели главным образом те линии собак, которые продолжали использоваться крестьянами в качестве рабочих собак.
С начала XIX века собаки этой породы начали вывозиться из Франции и получать распространение в других европейских странах. В 1870 году пиренейская горная собака появилась у английской королевы Виктории, после чего эта страна стала первой, где пиренейцев впервые признали официально. Это произошло в 1885 году.
В Америке эта порода появилась в начале XX века, когда её привезли переселенцы из Франции. Американским кеннел-клубом эта порода была официально признана в 1933 году.
В Международной кинологической федерации (FCI) порода получила признание только после Второй мировой войны, в 1955 году, когда был принят современный стандарт породы.
В России эта порода появилась и начала получать популярность только в конце девяностых годов двадцатого века. На данный момент в России эта порода по-прежнему остаётся малораспространённой.

## Внешний вид

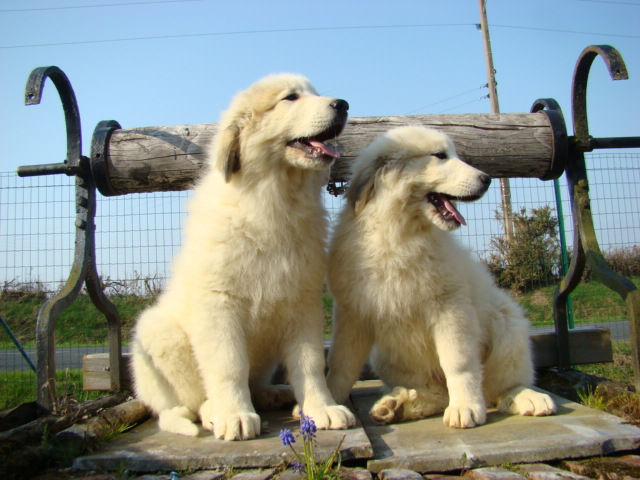
Щенки пиренейской горной собаки

Пиренейские горные собаки являются одними из самых крупных европейских пород собак. Их рост может достигать 80 сантиметров в холке. Внешне они производят впечатление величественности и мощи за счёт плотной длинной шерсти, которая придаёт им внешней массивности. Они обладают мощными, сильными движениями, в которых не должны быть заметно расхлябанности.
Голова сравнительно небольшая по отношению к телу, округлых форм, без резких переходов и углов. Длина лба примерно равна длине морды. Переход ото лба к морде плавный, хорошо выраженный. Затылочный бугор заметно выражен. Глаза небольшие, миндалевидной формы, поставлены широко. Цвет глаз коричневый или янтарный. Веки имеют тёмный окрас, плотно прилегают.
Уши расположены достаточно низко, примерно на уровне глаз. Небольшие, треугольной формы с закруглённым кончиком, висячие или полувисячие.
Мочка носа крупная, чёрного цвета, может иметь небольшую залысину на переносице. Губы рыхлые, мясистые, с хорошим рельефом, немного отвисают, образуя выраженные брыли. Цвет имеют чёрный, как и мочка носа.
Шея короткая, крепкая, высоко поставленная. Холка хорошо выражена, имеет плавный переход от шеи к спине.
Корпус чуть растянутого формата, с ровной линией спины. Ребра плоские, без выраженного изгиба. Грудь не широкая, но хорошо развитая. Переход от линии рёбер к животу плавный. Живот умеренно подтянут.
Хвост является плавным продолжением спины, мощный, толстый. В развёрнутом состоянии опускается ниже скакательного сустава. В спокойном состоянии собаки, как правило, держится на линии спины или чуть ниже, образуя плавное полукольцо.
Передние конечности прямые, с хорошо развитой лопаткой. Локоть плотно прилегает к грудной клетке, при этом двигается свободно. Задние конечности слегка вынесены за корпус и имеют длинное мускулистое бедро. Рельеф суставов как на задних, так и на передних конечностях не сильно выражен. Сами лапы компактные, плотно собранные, с короткими пальцами. В стандарте породы считается допустимым наличие прибылых пальцев как на передних, так и на задних лапах, при этом часть экспертов считает это не просто допустимым, но и желательным признаком в силу того, что исторически отдавалось предпочтение собакам именно с прибылыми пальцами.
Шерсть белая или белая со светло-серым, допускается наличие кремовых пятен. При выставочной оценке предпочтение отдаётся полностью белым собакам. Структура шерсти плотная, набивная, с хорошо развитым плотным подшёрстком. На спине ость более длинная и грубая, производит впечатление щетины. На хвосте, по низу живота и лап, а также на шее шерсть образует волнистые очёсы из более длинного и мягкого волоса.

## Характер
Пиренейские горные собаки обладают стабильным и сильным характером. Они уравновешенны, не склонны к проявлению нервозности и шумного поведения. В работе целеустремлённы и выдержанны, склонны к самостоятельному принятию решений. После правильного обучения эти собаки подходят для работы без постоянного присутствия человека. У собак этой породы хорошо развит охранный инстинкт как по отношению к человеку, так и по отношению к охране территории. С посторонними людьми пиренеи осторожны, настороженны, не склонны к контактам. При этом выраженной агрессии они не демонстрируют. В семье собаки этой породы не склонны выделять одного хозяина, являются ласковыми и послушными по отношению ко всем членам семьи. Они контактны и любят ласки, при этом не являются навязчивыми. К активным играм дома не склонны, что делает их удобными для содержания в квартире.
К другим видам животных эти собаки чаще всего не проявляют интереса. Со своими сородичами к контактам не склонны, агрессии при этом тоже не проявляют.
При обучении этих собак важно учитывать, что навыки они усваивают не быстро и склонны к проявлению упрямства, поэтому необходимо запастись терпением. При выращивании щенка необходимо рано начинать социализацию и правильное построение взаимоотношений между ним и членами семьи, так как эти собаки склонны к проявлению доминантного поведения. Даже по окончании курса дрессировки, во время работы, пиренеи могут быть неспешны, крайне редко склонны к проявлению инициативы.

## Здоровье и уход
Пиренеи отличаются неприхотливостью к климатическим условиям и условиям содержания. Они одинаково хорошо переносят как холод, так и жару, что делает их подходящими как для квартирного, так и для вольерного содержания. Осенью и весной пиренеи склонны к обильной линьке, в этот период их необходимо вычёсывать ежедневно. Также им обязательно нужен тримминг, так как густой подшёрсток при выпадении склонен к образованию колтунов. Для домашнего содержания такого ухода будет достаточно, однако при подготовке к выставкам потребуется дополнительный уход за шерстью. В частности, для поддержания шерсти собак идеально белого цвета, который высоко ценится экспертами на выставках, их шерсть необходимо регулярно обрабатывать тальком, чтобы не допускать пожелтения, которое свойственно этой породе из-за обильной секретации кожных желёз.
Несмотря на внушительные размеры, пиренеи не нуждаются в интенсивном выгуле и обильных нагрузках. При этом им требуется длительный выгул, но он может быть неспешным, что делает этих собак удобными даже для тех людей, кто не готов к высокой физической активности.

## Применение

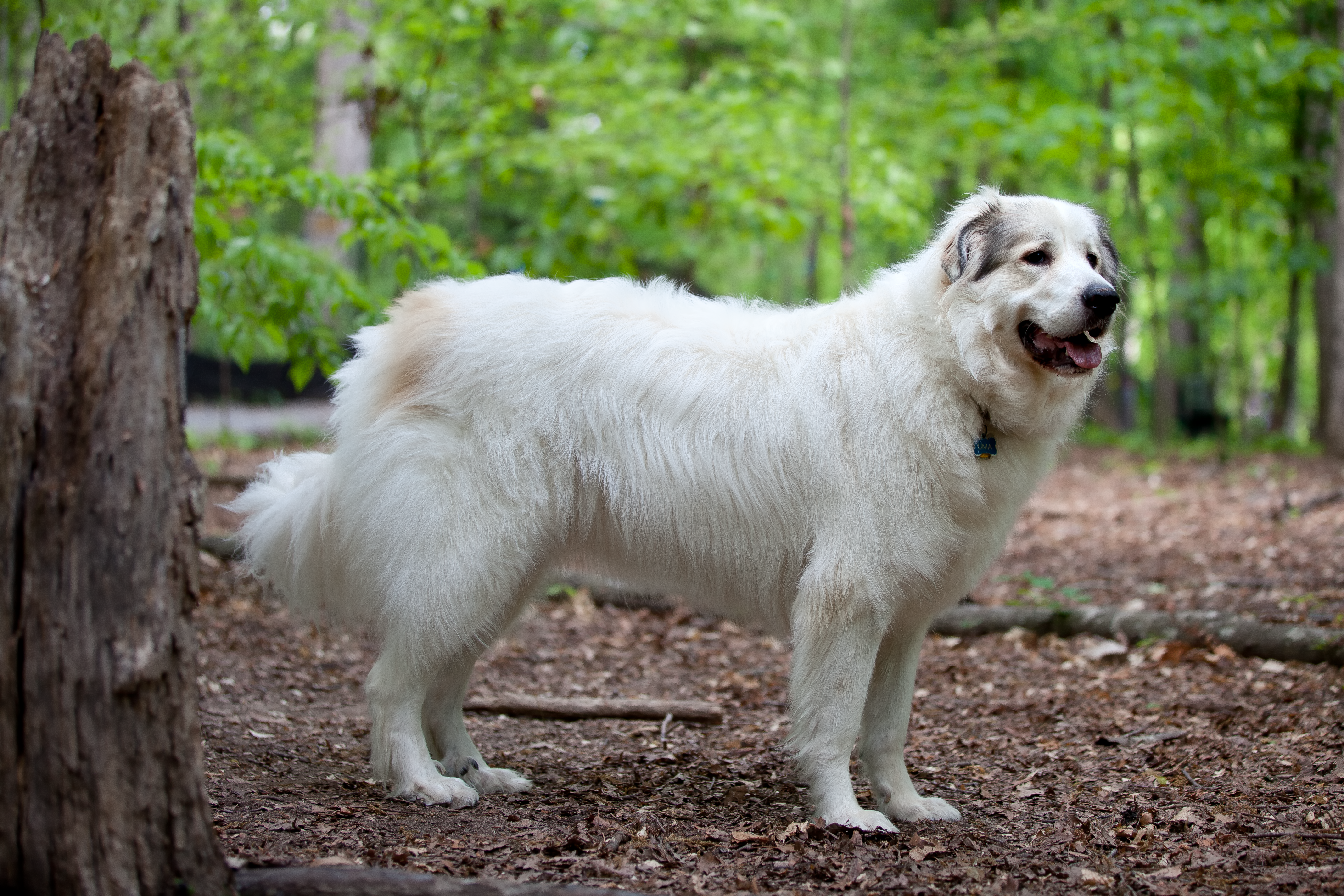
Пиренейская горная собака в лесу

Традиционно пиренейские горные собаки использовались в качестве охранных и скотогонных. При этом они всегда применялись для охраны как стад, так и домов.
Также эти собаки использовались во время охоты на крупного зверя в качестве травильных собак и в качестве тягловых животных для перевозки груза.
Сейчас они по-прежнему применяются в таком качестве, а также используются в качестве поисковых собак. Стали они популярны и для содержания в качестве собак-компаньонов.